# María Mercedes
María Mercedes je mexická telenovela produkovaná společností Televisa a vysílaná na stanici Las Estrellas v roce 1992. V hlavních rolích hráli Thalía a Arturo Peniche.

## Obsazení
| Thalía         | María Mercedes „Meche“ Muñoz González de del Olmo |
| Arturo Peniche | Jorge Luis del Olmo Morantes                      |